# Peinture corporelle
 (avril 2020).
Si vous disposez d'ouvrages ou d'articles de référence ou si vous connaissez des sites web de qualité traitant du thème abordé ici, merci de compléter l'article en donnant les références utiles à sa vérifiabilité et en les liant à la section « Notes et références ».

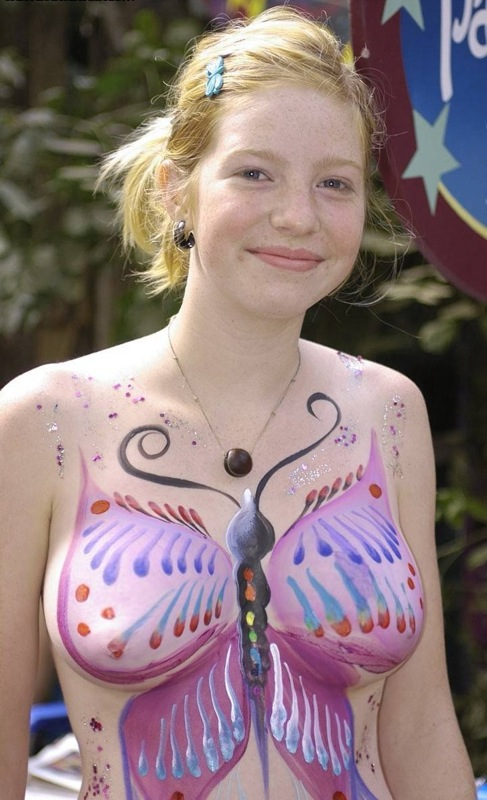
Jeune femme avec un papillon peint sur la poitrine.

La peinture corporelle (en anglais : body painting [ˈbɒdiˌpeɪntɪŋ]) est une des premières formes d’expression plastique pratiquée par l'humanité, qui connaît une renaissance sous forme modernisée à l'époque actuelle. À l'aube de l'humanité, les humains découvrent la terre colorée, le charbon de bois, la craie, le jus des baies colorées, le sang des animaux et bien d'autres couleurs qui servent peut-être à impressionner l'ennemi, sous forme de peinture de guerre, ou de signe reconnaissance à l'intérieur d'une tribu. Cette technique de maquillage primitif a pu aussi servir de camouflage pour la chasse.
Probablement même avant que la première pierre ne soit gravée, l’homme applique ainsi des pigments sur son corps pour affirmer son identité, l'appartenance à son groupe et se situer par rapport à son entourage. Cette pratique picturale devient un instrument de transformation. Les dessins et les couleurs permettent de changer d'identité, de marquer l'entrée dans un nouvel état ou groupe social, de définir une position rituelle ou de réaffirmer l'appartenance à une communauté déterminée, ou servent tout simplement de parure.
La peinture corporelle, ressurgie en Occident à l'époque contemporaine, y est devenue objet de création. Art éphémère, le peintre crée une œuvre picturale sur son modèle. Plusieurs festivals lui sont consacrés, dont celui de Seeboden en Autriche World bodypainting festival et celui de Bruxelles en Belgique lors du Festival international du film fantastique, The International Body Painting Contest, ainsi que celui d’Épinal en France, la Rencontre bodypainting France (RBF).

## Peinture corporelle et sociétés traditionnelles

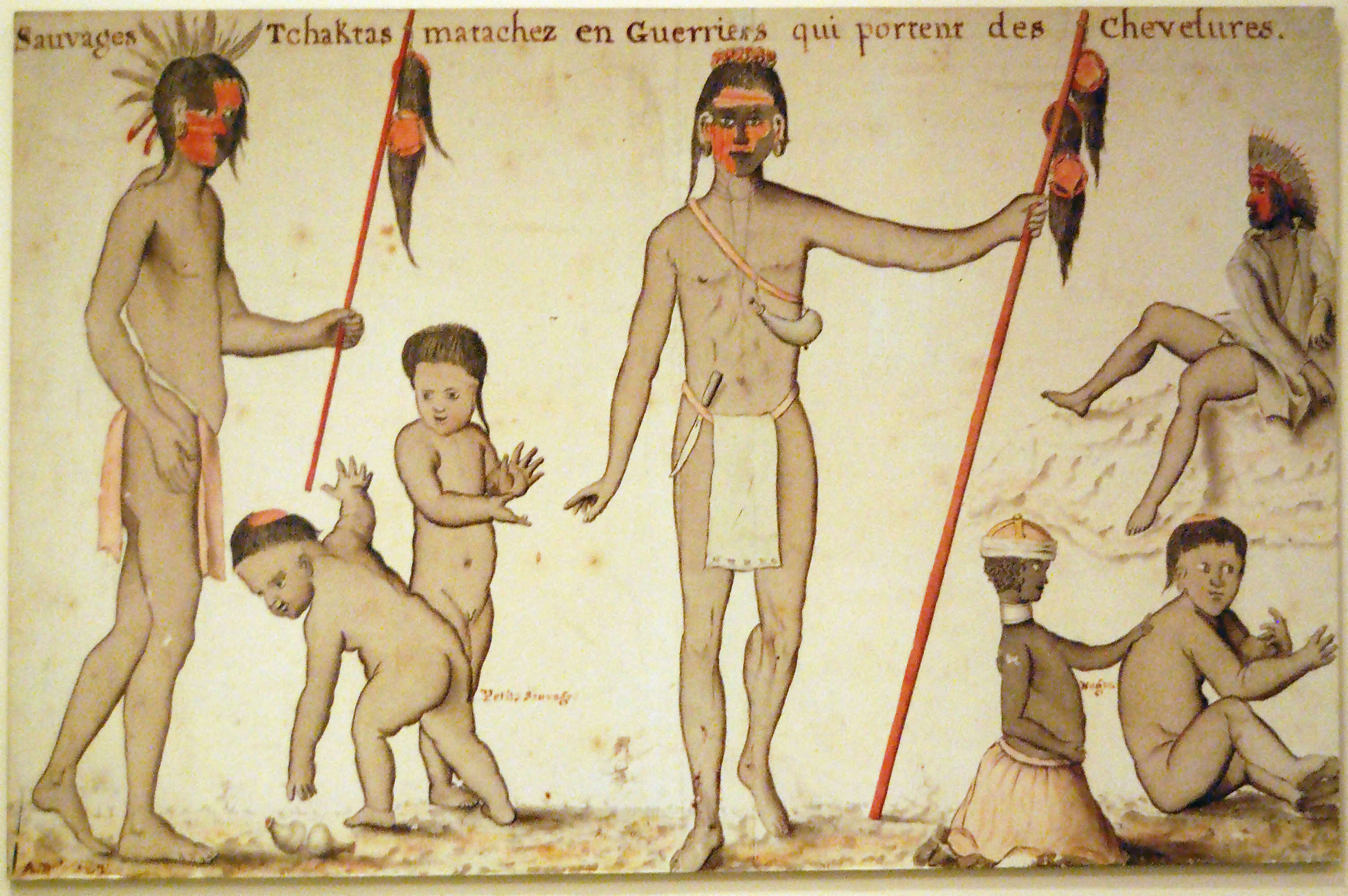
Chactas matachés en guerriers, par Alexandre de Batz, Nouvelle-Orléans, 1732.

Presque toutes les sociétés tribales ont pratiqué la peinture corporelle à l'aide d'argile ou de charbon. Utilisée le plus souvent durant les cérémonies, elle se pratique encore dans certaines régions du globe comme l'Australie, les îles de l'océan Pacifique, certaines parties de l'Afrique telles que les collines du Nuba soudanais : dans certaines tribus du sud-est, les couleurs des peintures et les coiffures indiquent l’âge des hommes comme chez les Himbas de Namibie. Les jeunes hommes des villages de Kau, de Nyaro et de Fungor ont élevé l’art de la décoration corporelle et faciale à un haut niveau d'exécution. Ces peintures ne sont pourtant pas réalisées que par des artistes, mais par tous les hommes de dix-sept à trente ans. La peinture corporelle devient une sorte d’uniforme pour chaque classe d’âge. De l'Inde jusqu'au Maghreb, les femmes pratiquent une forme de peinture corporelle plus durable à l'aide de henné, souvent lors de fêtes religieuses ou de mariages. Les décors au henné produisent des tons de l'orangé au noir. Il est utilisé à la fois pour les soins et la parure corporelle. Les motifs représentés ont tous une symbolique relative aux croyances populaires.  
En Nouvelle-France, on utilise le verbe matacher et le nom de matachias pour désigner la peinture corporelle (illustration ci-contre).  Les peuples autochtones d'Amérique du Sud utilisent le huito ou genipapo (genipa americana), l'annatto ou le charbon pour leurs décorations corporelles. Le huito est, à l'instar du henné, assez durable et sa teinte noire met quelques semaines à s'effacer.

## Couleurs: utilisation et symboliques

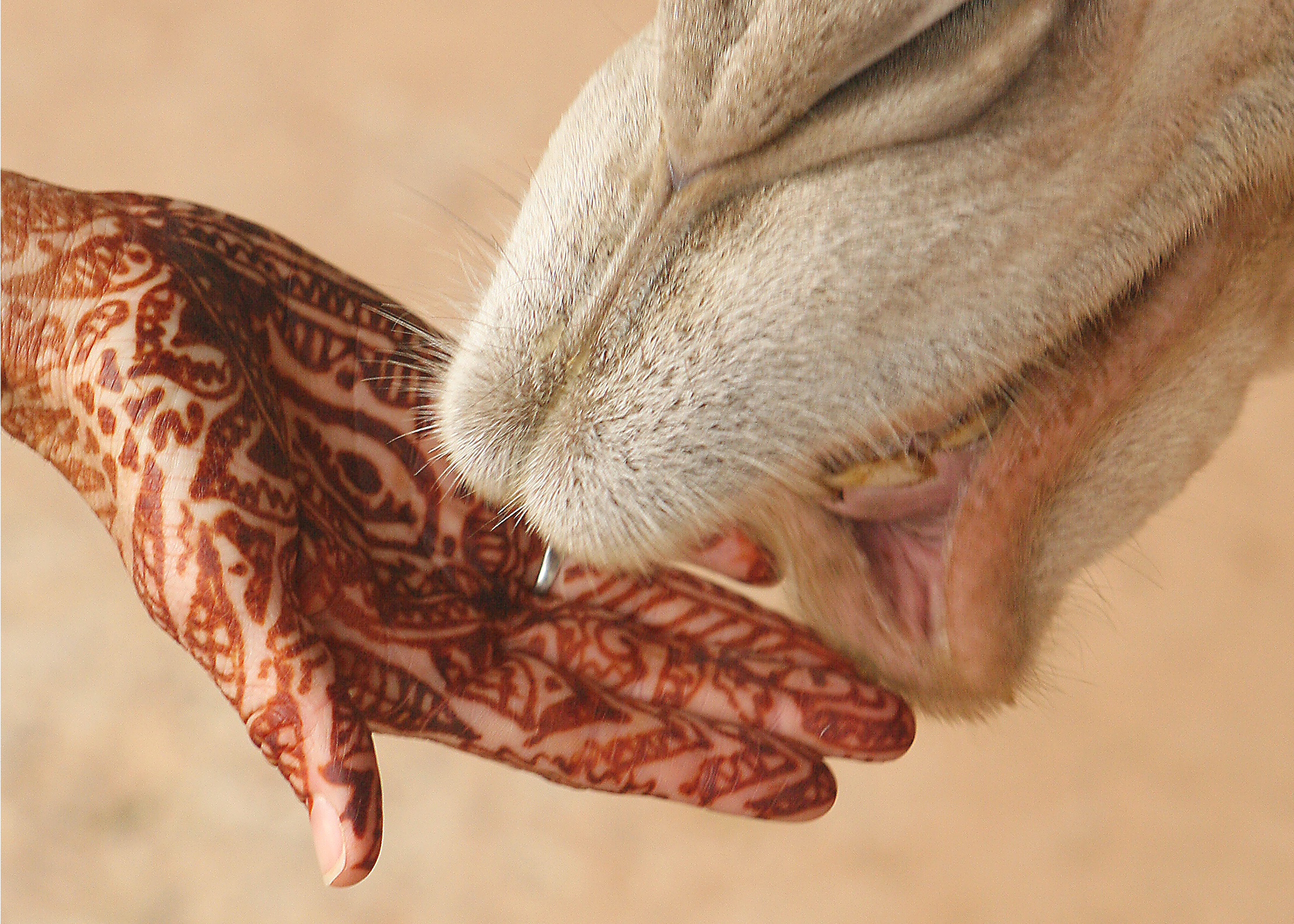
Main peinte au henné, léchée par un chameau

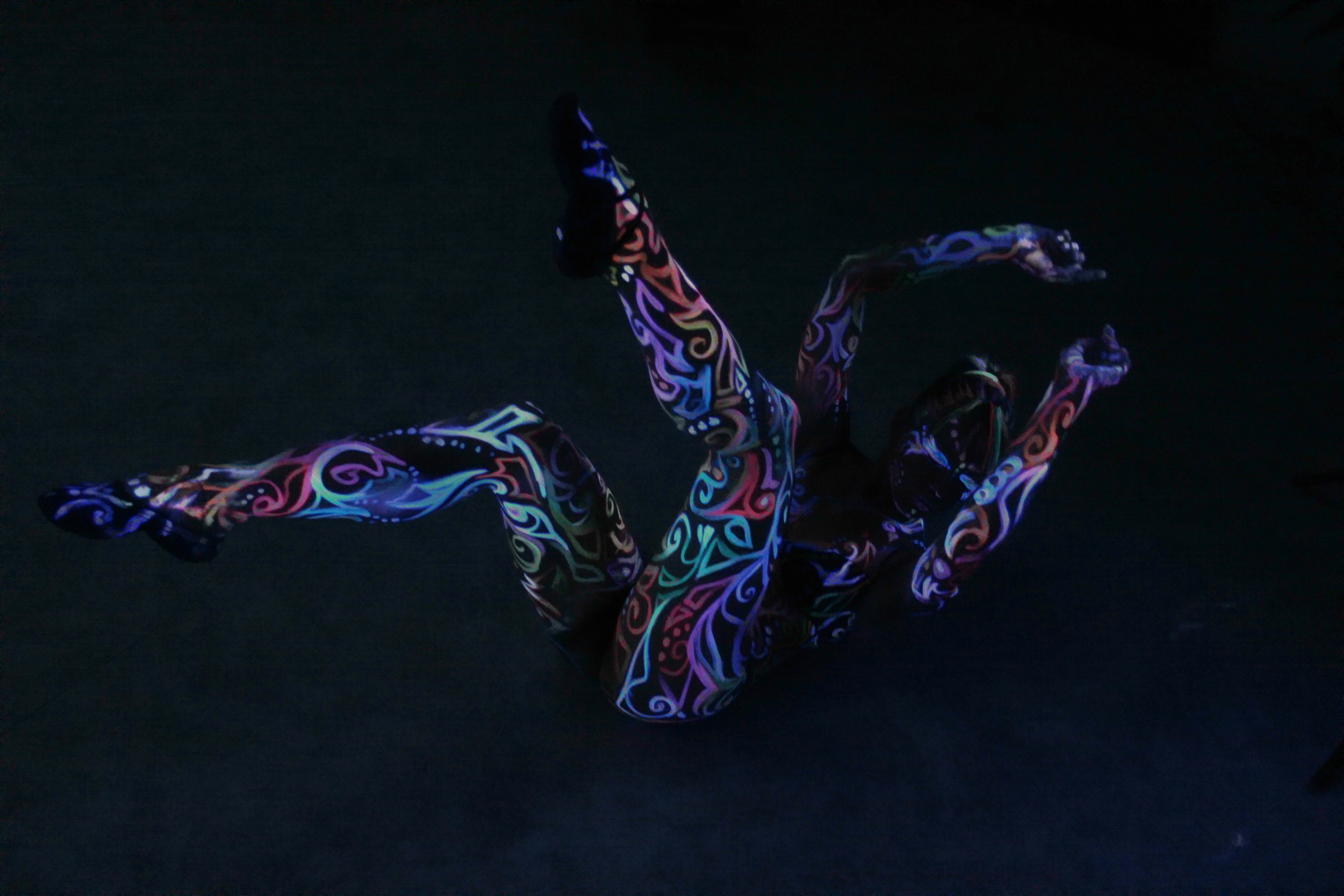
La danseuse Uliana Selezkaja portant une peinture corporelle de Lucia Jantos et dansant sous une lumière noire à Munich en 2012.

Les matières utilisées pour fabriquer une couleur sont d’origine végétale, minérale et animale. 
Les pigments sont très variés : charbons, cendres, sucs et graines de fruits, etc. 
Les couleurs universellement les plus importantes sont le rouge (ou brun), le noir, le blanc, et l’ocre.
Les couleurs les plus utilisées par les Amérindiens sont : 
- Le rouge très vif extrait de l’Urucù (Roucou (Bixa orellana) ou rocouyer).
- Le noir verdâtre qui vient du jus de jenipapo (fruit de l’arbre Genipa americana).
- Le blanc d’argile.

En Amérique du Sud, Les couleurs principalement utilisées sont le rouge, le noir et le blanc. 
- Le rouge et l’orange sont obtenus en mélangeant de la poudre de graines de rocouyer (Bixa orellana) avec de l’huile de palme ou avec de l’eau[3].
- Le noir s’obtient à partir de la pulpe du fruit genipapo (Genipa americana) ou du charbon de bois[3].
- Le blanc, d’utilisation plus rare, est une couleur minérale, de l’argile blanche.

Les couleurs minérales (rouge, jaune, noir et blanc) mélangées à de l’huile de tortue, sont employées comme symbole de protection par les Onges, pygmées des îles Andaman.
Dans toute l’Afrique, les racines du padouk (grand arbre de la famille des Papilionacées originaire du Gabon dont l’épaisse écorce sécrète une résine rouge sombre) sont récoltées pour fabriquer une poudre rouge vif, fréquemment utilisée comme peinture corporelle lors des cérémonies traditionnelles. De même, le kaolin, argile blanche au grain grossier, est fréquemment utilisé lors des rites. Le blanc, tiré de la poussière d’argile, est généralement associé au deuil ou à la purification.  L’ocre rouge, tirée de la terre fertile, couleur de sang, est souvent symbole d’énergie vitale et de fécondité.  Enfin, le noir, évocateur de la nuit et du chaos primordial, symbolise le néant.

## Peinture corporelle et représentation de soi
Le caractère définitif des scarifications et tatouages conditionne leur usage, qui se distingue radicalement de celui de la peinture corporelle. Celle-ci postule moins une idée fixée dans un passé glorieux que les prémisses d’une identité à conquérir. Le caractère fugace de la peinture permet son renouvellement autant de fois qu’on le souhaite, avec autant de motifs existants et de signes riches de sens à créer.
Si la mode contemporaine affaiblit considérablement les significations de la peinture corporelle et la désacralise pour la réduire à une manière comme une autre d’embellir le corps, il serait dommage de limiter sa pratique actuelle à ces seules fonctions. 
Retenons par exemple celle qui en fait l’expression d’une profonde révolte, le symbole de la résistance et de l’indépendance. On peut se souvenir en effet du musicien nigérian Fela Anikulapo Kuti (1938-1997) qui, à travers sa musique et ses peintures tribales, contestait les autorités morales et politiques de son pays. La démarche artistique de Fela permet de comprendre le rapprochement avec l’art de la peinture corporelle et le discours des luttes contre toutes sortes d’oppressions de l’artiste. 
La peinture du corps fut sans doute le premier geste ornemental de l’humanité. « Il fallait être peint pour être homme » note C. Lévi-Strauss. C’était surtout pour se démarquer des autres êtres vivants. La peinture corporelle affirme l’identité avec ses couleurs symboliques et ses motifs traditionnels. Le corps “identité” devient un corps -discours.
Dans les différentes cultures amérindiennes et africaines, les signes corporels, sorte d’alphabet du corps, doivent être lus comme des signifiants ou des messages. Les peintures corporelles peuvent s’apparenter à une carte géographique qui identifie chaque individu dans leur univers socioculturel : montre-moi comme tu peins et je te dirais d’où tu viens et qui tu es.
La peinture corporelle est une volonté de communication qui passe par une démarche créatrice et artistique. C’est en quelque sorte l’esthétisation de la vie dans ses moindres gestes.

## La pratique moderne de la peinture corporelle

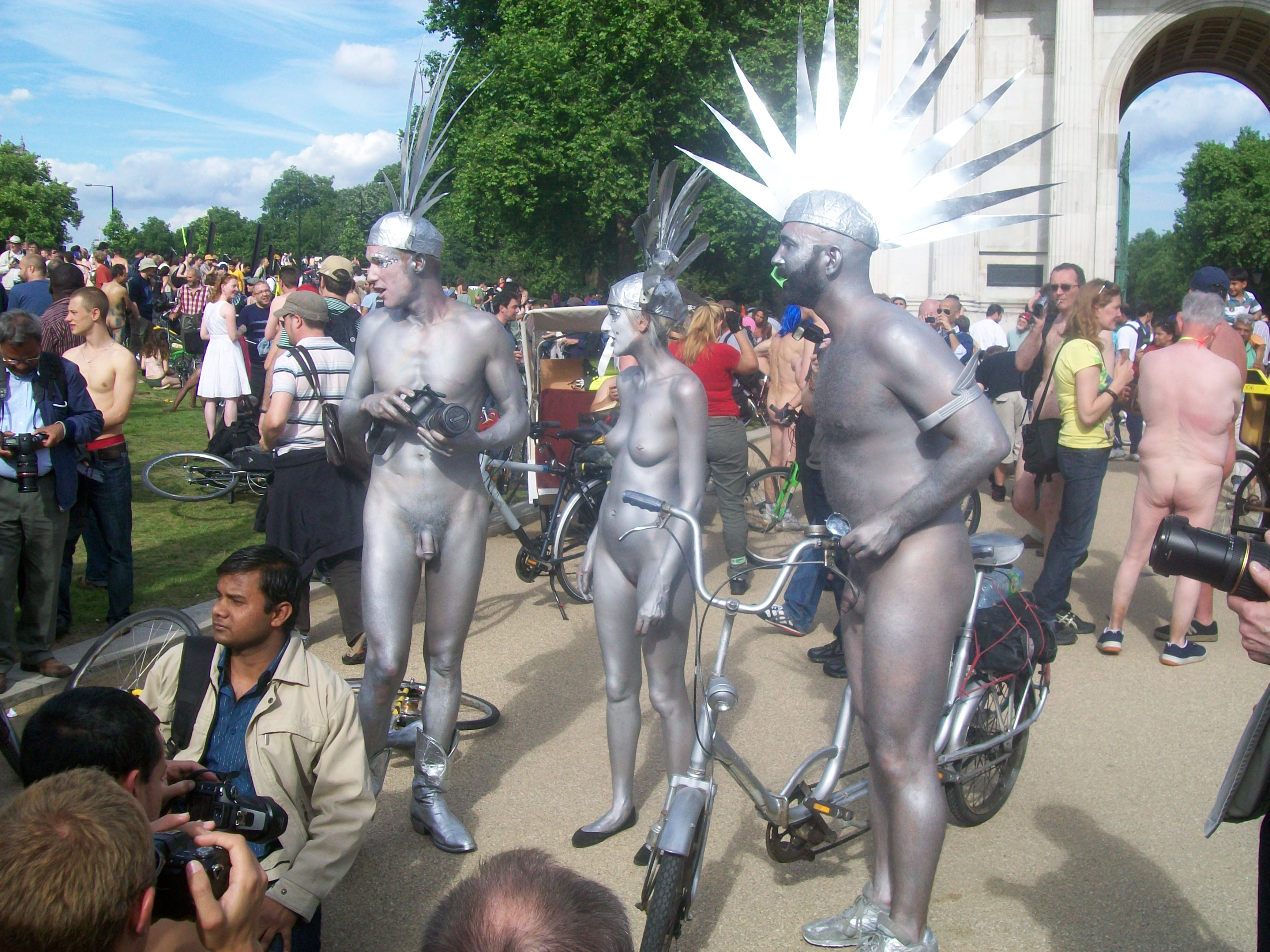
Manifestation cyclonudiste à Londres en 2009.

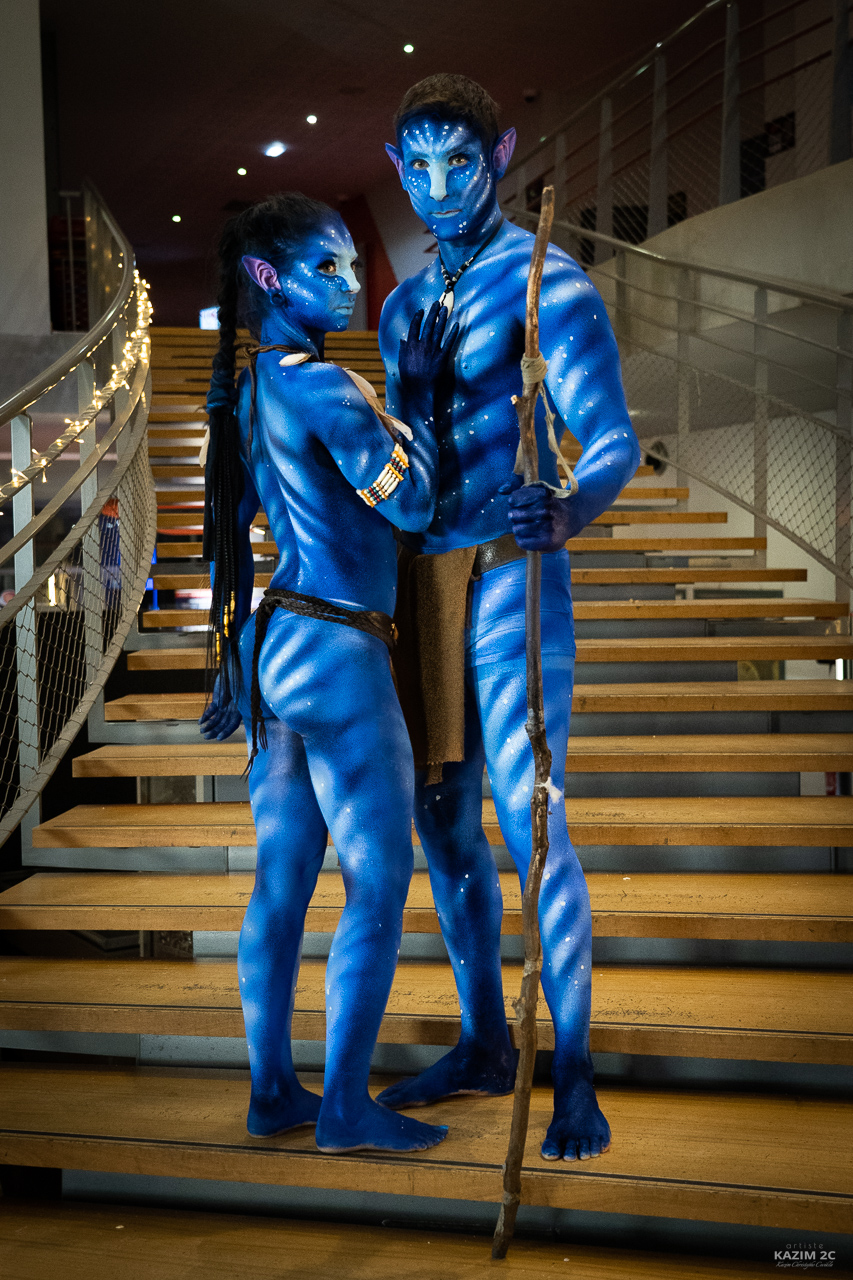
Bodypainting Avatar par Kazim 2C

La peinture corporelle d'aujourd'hui, telle qu'elle est de nouveau pratiquée dans les sociétés occidentales, a un but surtout ludique et ornemental. Son caractère spectaculaire en fait une activité événementielle très prisée. De plus, le côté « ni nu, ni habillé » du modèle peint permet une exposition du corps sans que cela choque la pudeur prévalant dans lesdites sociétés : on voit très fréquemment des modèles « habillés » de vêtements en trompe-l’œil. Cet aspect permet ainsi à des personnes presque entièrement nues de circuler dans des lieux publics en ne provoquant le plus souvent que des sourires amusés.

Le thème animalier est aussi fréquemment traité : les modèles sont ainsi transformés en félins dans la plupart des cas, mais aussi en chiens, zèbres, ou vaches… Lorsque d'autres animaux apparaissent, ils sont le plus souvent intégrés dans un décor peint sur la peau du modèle : serpents dans la jungle, araignée sur sa toile…

Un autre thème favori des artistes est le fantastique : des créatures multicolores, écaillées, pourvues d'ailes, d'antennes, de griffes parcourent les festivals dédiés au genre.

On rencontre également le camouflage : le corps est intégré à son environnement, arbres, papier peint ou murs décrépis. Voir à ce sujet le travail de l'actrice et modèle Veruschka sur son propre corps.

On notera aussi la popularité croissante des « tatouages éphémères », que des artistes forains exécutent à l'aide de henné ou d'encres pas toujours inoffensives. De plus petite taille, ils s'appliquent en des endroits choisis, biceps, cheville, reins, par exemple, et reprennent les motifs populaires des vrais tatouages, tout en étant moins douloureux, moins onéreux, et bien sûr, non définitifs !

## Précautions à prendre

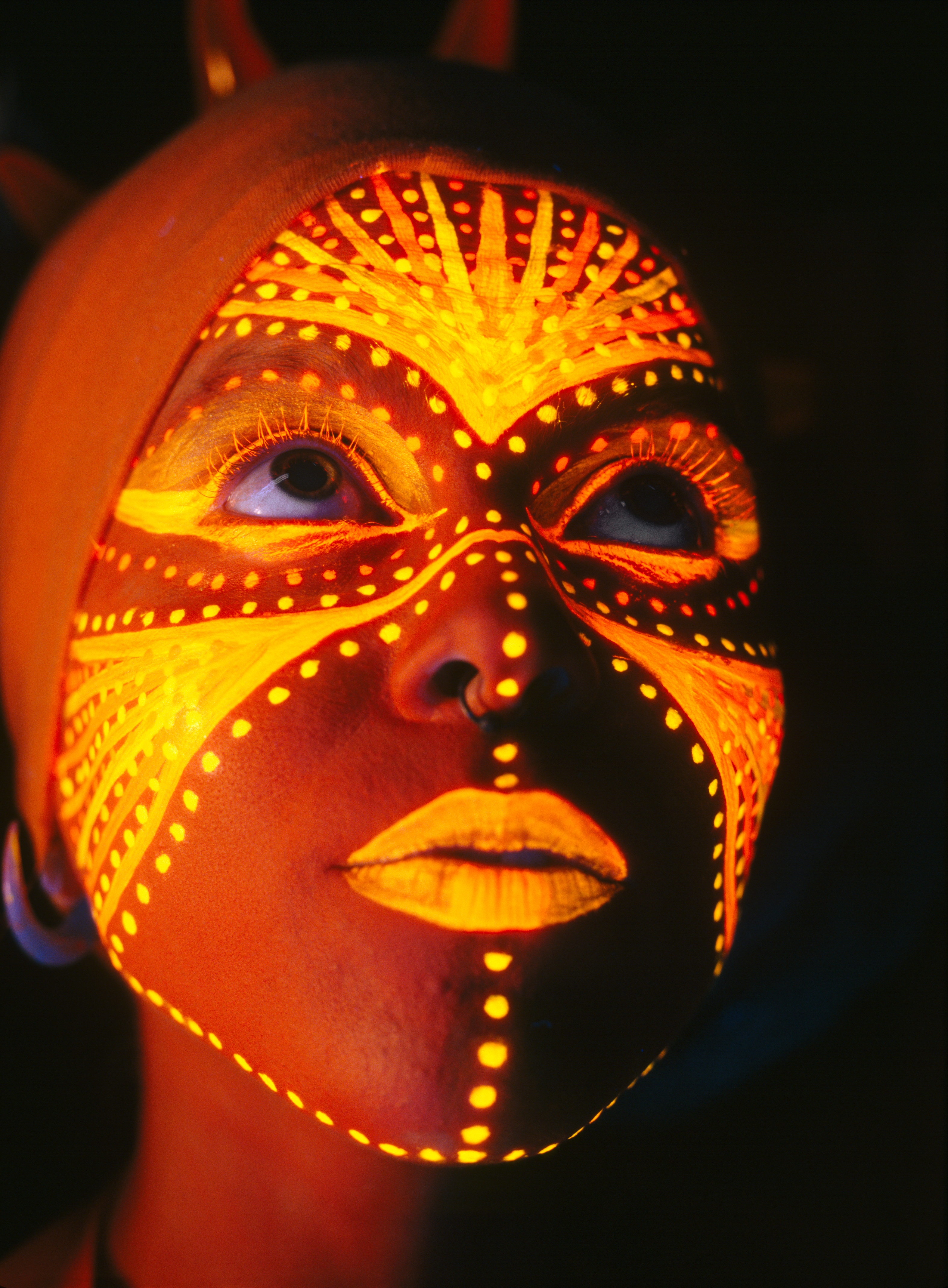
Peinture corporelle aux couleurs fluorescentes

Quelques règles élémentaires sont à prendre en considération : 
- Utiliser une peinture spécialement formulée. Les peintures pour les beaux-arts, le bâtiment et autres sont à proscrire, sous peine d'allergies, voire d'intoxication. De même, certaines encres pour « tatouage temporaire » et même le henné peuvent entraîner des effets indésirables.
- Opérer sur une peau propre et parfaitement saine. Éviter les zones lésées par des irritations et les cicatrices récentes.
- Nettoyer pinceau et éponges après usage, dans le but d'éviter la propagation d'éventuelles maladies…